# Koreocobitis naktongensis
Koreocobitis naktongensis es una especie de peces de la familia Cobitidae en el orden de los Cypriniformes.

## Morfología
• Los machos pueden llegar alcanzar los 13,4 cm de longitud total.
- Número de  vértebras: 45-47.[1]

## Hábitat
Vive en zonas de clima subtropical.

## Distribución geográfica
Se encuentra en el río Naktong (Corea ).